# Tratado de Unkiar Skelessi

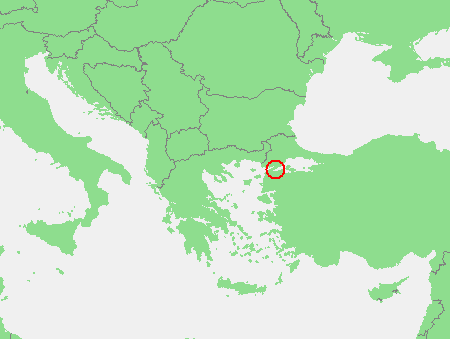
Ubicación del estrecho de Dardanelos.

El tratado de Unkiar Skelessi, que se firmó el 8 de julio de 1833, es un acuerdo internacional, revestido de tratado comercial, firmado entre el Imperio otomano y Rusia, con la finalidad de frenar la expansión de Mehmet Alí, vencedor en la batalla de Konya. Al acuerdo se opusieron las potencias europeas (Reino Unido y Francia), y se unieron al mismo los regímenes absolutistas de Prusia y Austria en un intento de reparto de poder e influencias. El acuerdo permitió la apertura del estrecho de Dardanelos y la independencia de Egipto, que se anexionaba Creta, la Siria otomana y el Hiyaz.